# Annales Regni Francorum
Annales Regni Francorum (łac. Roczniki Królestwa Franków) – kronika spisywana od 794 na dworze władców karolińskich przez królewskich kapelanów i notariuszy. Obejmuje lata 741-829 i stanowi jedno z głównych źródeł do historii tego okresu. Jej kontynuacją są roczniki zwane Annales Bertiniani.
"Annales Regni Francorum" zostały wydane w 1895 przez Friedricha Kurze w ramach Monumenta Germaniae Historica.